# Aylsham
Aylsham è un paese di 5 504 abitanti della contea del Norfolk, in Inghilterra.

## Amministrazione

### Gemellaggi
- La Chaussée-Saint-Victor